# Opština Gostivar
Die Opština Gostivar (mazedonisch Општина Гостивар; albanisch Komuna e Gostivarit) ist eine Gemeinde in Nordmazedonien und liegt in der Region Polog im Nordwesten des Landes. Gostivar ist Verwaltungssitz der gleichnamigen Gemeinde, die neben der Stadt noch umliegende Dörfer umfasst und rund 513 Quadratkilometer groß ist. Gostivar liegt am Ostfuß des Gebirges Šar Planina (alb. Mali i Sharrit) und ist neben Tetovo ein wichtiger Industrie- und Gewerbestandort des Binnenstaates.
Das Gemeindegebiet grenzt im Westen an Albanien sowie im Nordwesten an die kosovarische Gemeinde Dragash. Die umliegenden nordmazedonischen Gemeinden sind nördlich Vrapčište und Brvenica, östlich Makedonski Brod, südlich Kičevo und südwestlich Mavrovo i Rostuša.
Zur Volkszählung 2021 hatte die Gemeinde 59.770 Einwohner, davon 33.076 Albaner, 12.807 Mazedonier, 7.597 Türken, 2.273 Roma und 4.017 gehörten anderen Ethnien an.